# Урбисаля
Урбиса̀ля също Урбиза̀ля (на италиански: Urbisaglia) e град и община в провинция Мачерата, регион Марке в Централна Италия.
Градът има 2780 жители (1 януари 2009).
През древността се е казвал Урбс Салвия (Urbs Salvia) (Pollentinorum) и е бил главен център на народа полентини (pollentini) в древната местност Пиценум. Намирал се е на изток от днешния град. През 60 пр.н.е. получава два пътя с името на един Салвий (Salvius). Към края на 1 век става римска колония. В началото на 5 век Урбс Салвия e разрушен от Аларих. През 1569 г. е към територията на Църковната държава.
Амфитеатърът, построен през края на 1 век от произлизащия от Урбс Салвия сенатор Луций Флавий Силва Ноний Бас, е запазен. Също така запазени са и много други сгради. През 1999 г. е открит 40 ха археологичен парк и археологически музей.